# الودي (الجيزة)
قرية الودى هي إحدى القرى التابعة لمركز الصف في محافظة الجيزة في جمهورية مصر العربية. حسب إحصاءات سنة 2006، بلغ إجمالي السكان في الودى 10762 نسمة، منهم 5256 رجل و5506 امرأة.